# Awe (émotion)
Pour les articles homonymes, voir Awe.
Le mot anglais awe (prononcé /ɔ(ː)/ ou /ɑ/) désigne une émotion comparable à l'étonnement mais moins joyeuse, et mêlée de crainte et de révérence. 
Sur la roue des émotions, l'awe est décrit comme une combinaison de surprise et de peur.

## Définition
Un dictionnaire la définit comme « un sentiment accablant de révérence, d'admiration, de peur, produit par ce qui est grand, sublime, extrêmement puissant ou semblable à la crainte de Dieu ; en admiration devant de grandes personnalités politiques ». Une autre définition du dictionnaire est : « émotion mêlée de révérence, de respect, de crainte, et de stupéfaction inspirée par l'autorité, le génie, la grande beauté, la sublimité ».
En général, l'awe est dirigée vers des objets considérés comme plus puissants que le sujet, tels que la grande pyramide de Gizeh, le Grand Canyon, l'immensité du cosmos, ou Dieu,.

## Étymologie

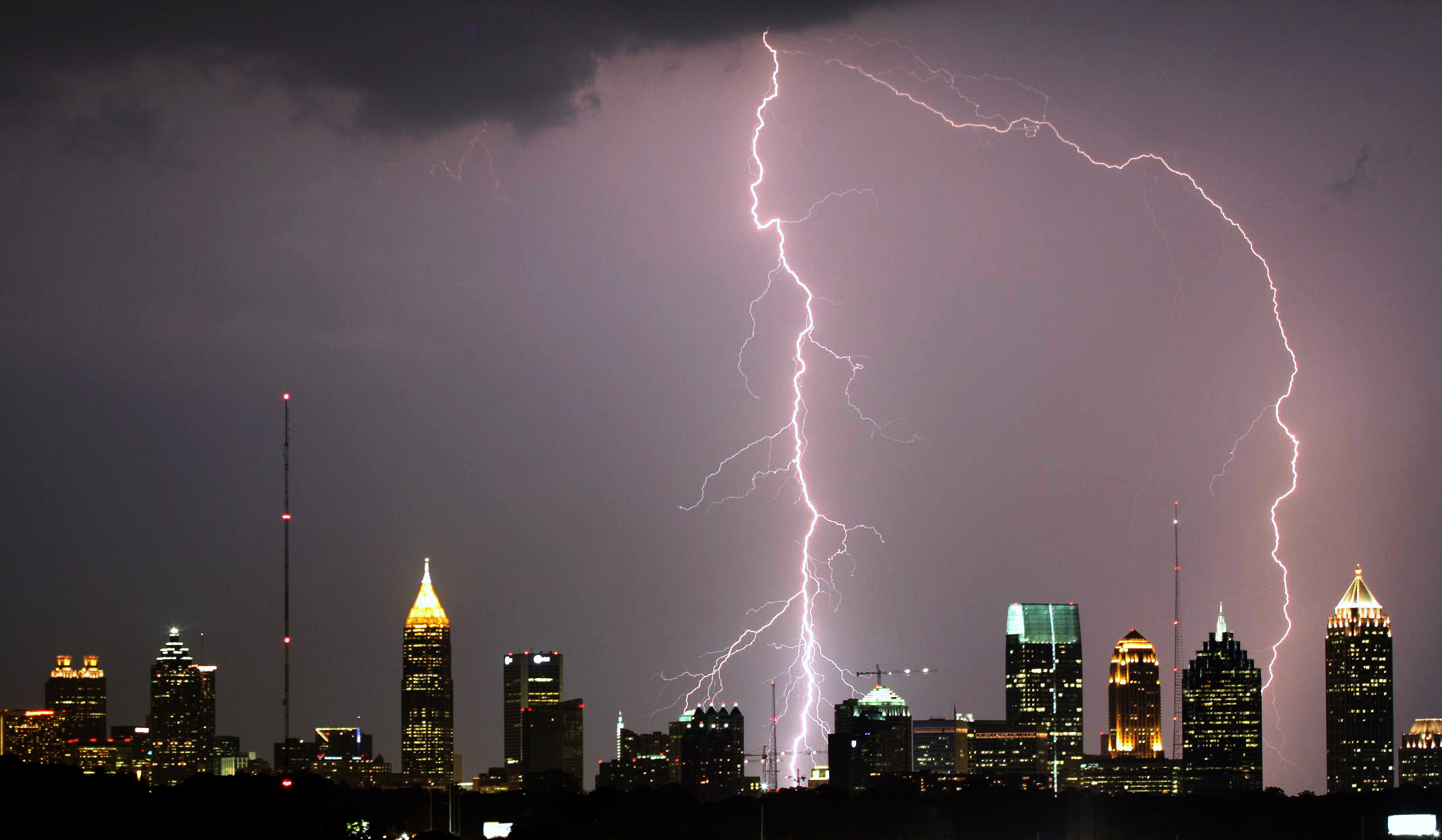
Ce foudroiement à Atlanta pourrait avoir inspiré lawe.

L'anglicisme awe provient du vieil anglais ege, qui signifie « terreur, crainte », pouvant venir du mot grec áchos, qui signifie « douleur ». Le mot anglais awesome, signifiant « impressionnant », date du XVIe siècle et signifiait à l' origine « rempli d'awe ».” Le mot anglais awful (« terrible, horrible ») a également pour origine awe, remplaçant le terme en vieil anglais egeful, de signification très similaire.

## Théories

### Théories évolutionnaires
Awe renforce les hiérarchies sociales
Keltner et Haidt  ont proposé une explication évolutive de l'awe. Ils ont suggéré que l'émotion actuelle de l'awe provenait de sentiments d'« awe primordial » – une réponse instinctive que les individus de bas statut ressentaient en présence d'individus plus puissants et de haut niveau, ce qui aurait été adaptatif, en renforçant les hiérarchies sociales. Cet awe primordial ne se serait produit que lorsque la personne de statut élevé avait des caractéristiques d'immensité (en taille, en renommée, en autorité ou en prestige) qui exigeaient que la personne de faible statut s'engage dans l'hébergement piagétien (changer sa représentation mentale du monde pour s'adapter à la nouvelle expérience). Keltner et Haidt proposent que cet awe primordial se généralise plus tard à tout stimulus à la fois vaste et qui nécessite un accommodement. Ces stimuli incluent toujours être en présence d'un autre plus puissant (awe primordial prototypique), mais aussi des expériences spirituelles, de grands panoramas, des forces / catastrophes naturelles, des œuvres créées par l'homme, de la musique ou l'expérience de la compréhension d'une grande théorie scientifique. Keltner et Haidt proposent que l'awe peut avoir des connotations à la fois positives et négatives, et qu'il existe cinq caractéristiques supplémentaires d'awe qui peuvent nuancer l'expérience de l'émotion : la menace, la beauté, la capacité, la vertu et le surnaturel.